# Инокиня Александра (княжна)
Инокиня Александра (имя в миру неизвестно; ум. 1525) — княжна, погребенная в усыпальнице под собором Покровского монастыря в Суздале вместе с другими знатными узницами-монахинями, в том числе царицами. Предположительно, дочь великого князя московского Ивана III, возможно от первого брака, неизвестная по другим источникам, жена кн. Пронского Даниила Дмитриевича.

## Идентификация
Однако у Василия III не было известной сестры с подобной судьбой — все его полнородные сёстры (дочери от 2-го брака Ивана III с Софией Палеолог) либо умерли во младенчестве, либо были выданы замуж. У него был старший единокровный брат — сын Ивана III (ум. 1505) от 1-го брака с княжной Марией Борисовной Тверской — рано скончавшийся Иван Молодой (ум. 1490); его вдова Елена Волошанка (ум. 1505) и маленький сирота-сын Дмитрий Внук (ум. 1509) к 1500-м годам пали жертвой интриг Софьи Палеолог, в результате которых престол унаследовал Василий III. Предположительно, инокиня Александра может оказаться неизвестной из других источников полнородной сестрой Ивана Молодого и единокровной — Василия III, сосланной в монастырь из-за победы Софьи Палеолог. (В этом случае её дата рождения приходится после 1452 года до 22 апреля 1467 года — дат брака и смерти Марии Борисовны Тверской).
Н. А. Казакова и Я. С. Лурье, говоря об участии в ереси жидовствующих Елены Волошанки, в примечании также упоминают инокиню: «В анонимной статье „Суздаль“, помещенной в „Журнале Московской патриархии“ (1945, № 11, стр. 41), сообщается без ссылки на какие-либо источники об участии в ереси ещё одного члена великокняжеской семьи — дочери Ивана III Александры, похороненной в 1525 г. в Суздальском Покровском монастыре». Они приводят другую версию её происхождения, считая, что «дочь Ивана III инокиня Александра в миру, по-видимому, Елена — вторая из дочерей Ивана, носивших это имя». (Всего Елен у Ивана и Софии было, кажется, три или четыре, и лишь судьба Елены, королевы Польской, изучена досконально). По их сведениям, данная вторая Елена «действительно была похоронена в Суздальском Покровском монастыре», но о её ереси в доступных им источниках ничего не говорится. Дата её рождения тогда может приходиться на период с 1474 года (свадьба Софии Палеолог) до 1490-х годов, когда великая княгиня (ум. 1503) рожала своих последних детей.